# 전투공중초계

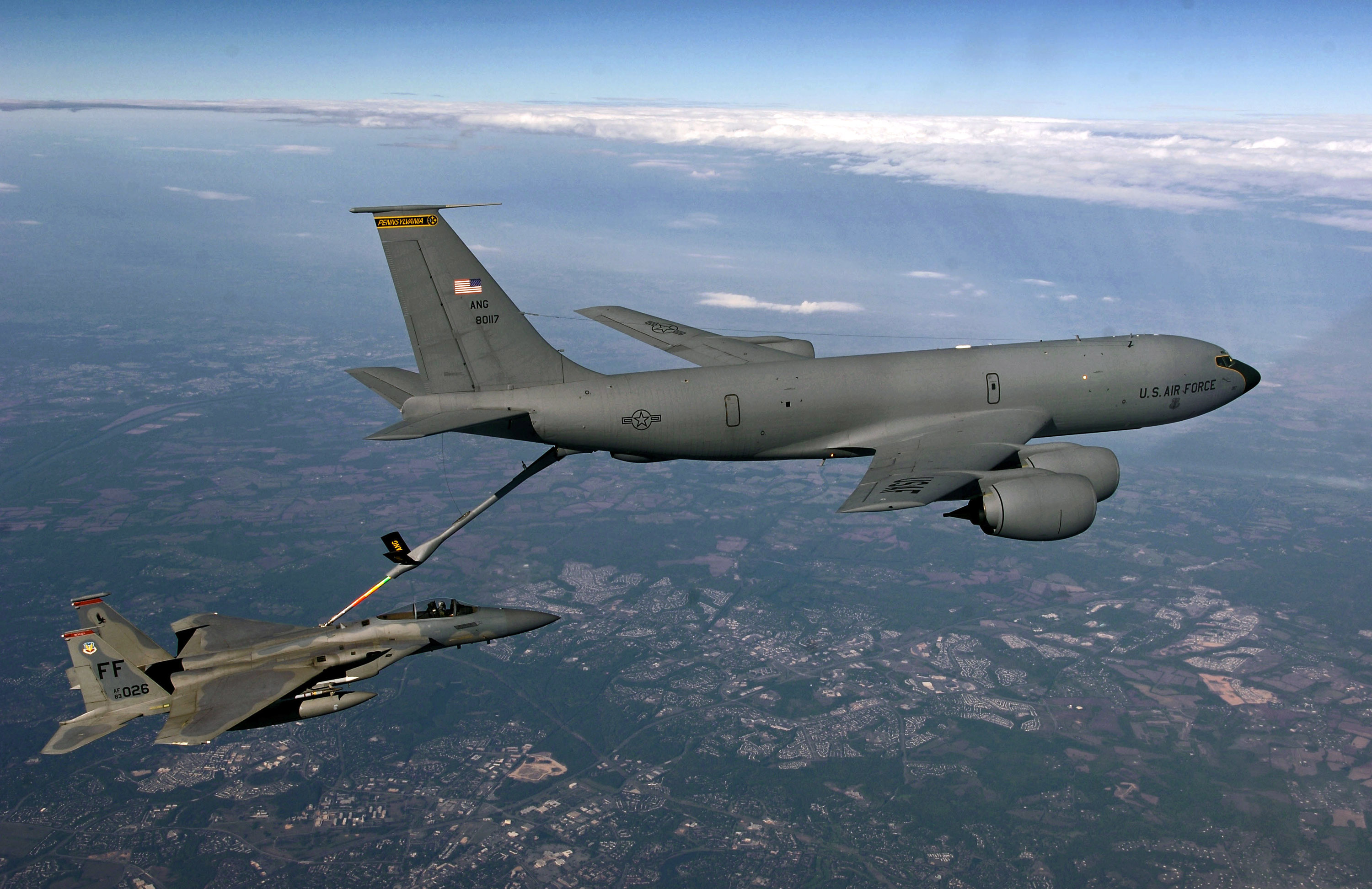
CAP 임무중인 F-15 전투기를 KC-135가 공중급유하고 있다

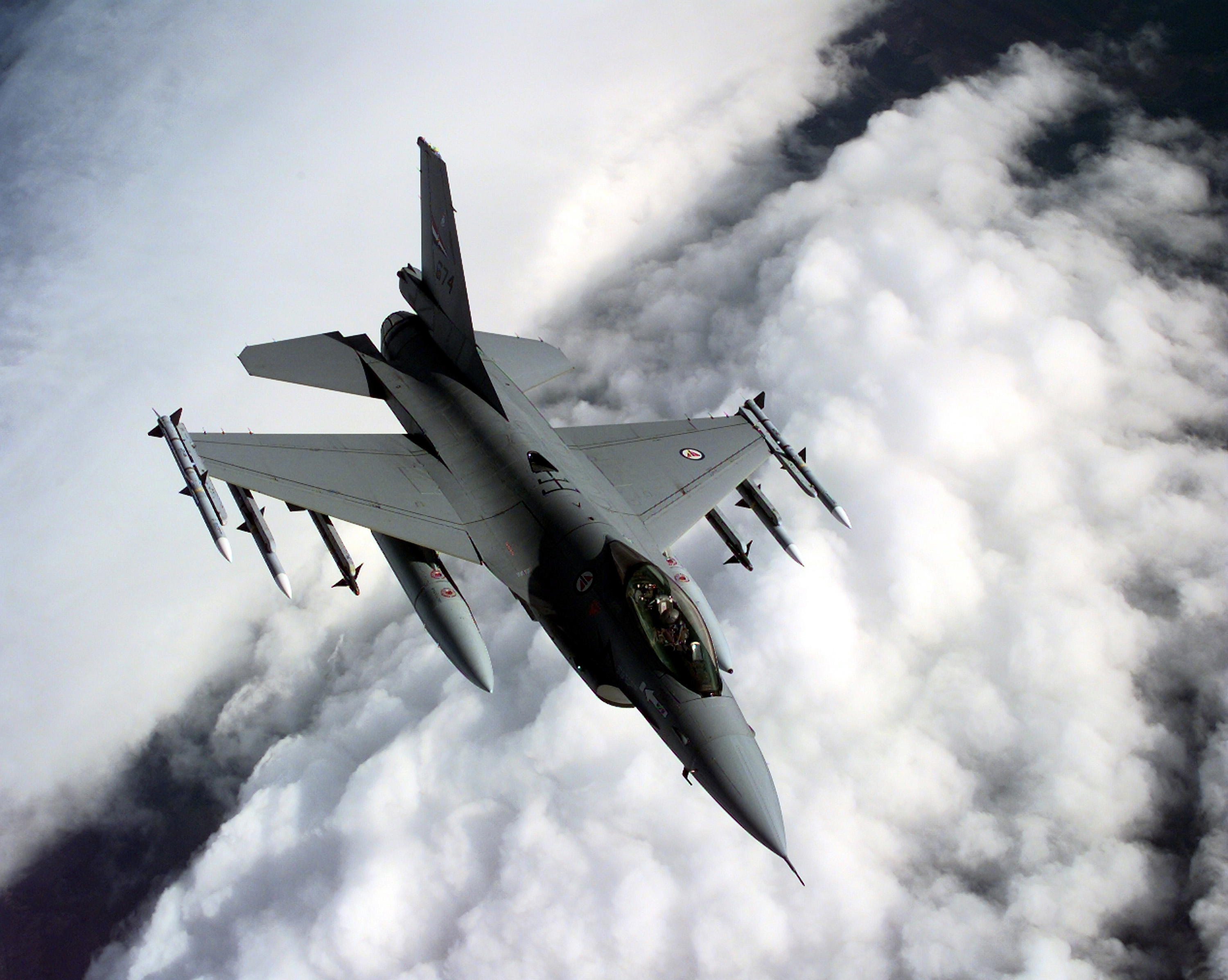
1999년 발칸반도에서 CAP 임무중인 노르웨이 공군의 F-16 전투기가 미공군 KC-135로부터 공중급유를 마쳤다.

전투공중초계(戰鬪空中哨戒, 영어: combat air patrol, CAP)는 적 영공 등 위험한 영공에서 벌이는 전투기의 초계 비행 임무를 말한다.

## 유형
- BARCAP: "Barrier Combat Air Patrol", 해군 용어로, 항공모함과 예상된 적기의 출현지점 사이의 직선거리 공간을 초계 비행하는 것이다. 또는 아군 폭격기 편대와 적기의 출현이 예상되는 지점 사이의 직선거리 공역을 초계 비행하는 것이다. "MiG screen" 이라고도 부른다.
- FORCAP: "Force Combat Air Patrol", 아군 폭격기 편대 주변에 위치하면서 적기의 출현을 감시하는 것이다.
- HAVCAP: "High Asset Value Combat Air Patrol", 고가의 자산인 조기경보기, 공중급유기를 보호하는 초계비행이다.

## 같이 보기
- 근접항공지원(CAS)
- SEAD